# Stary Browar

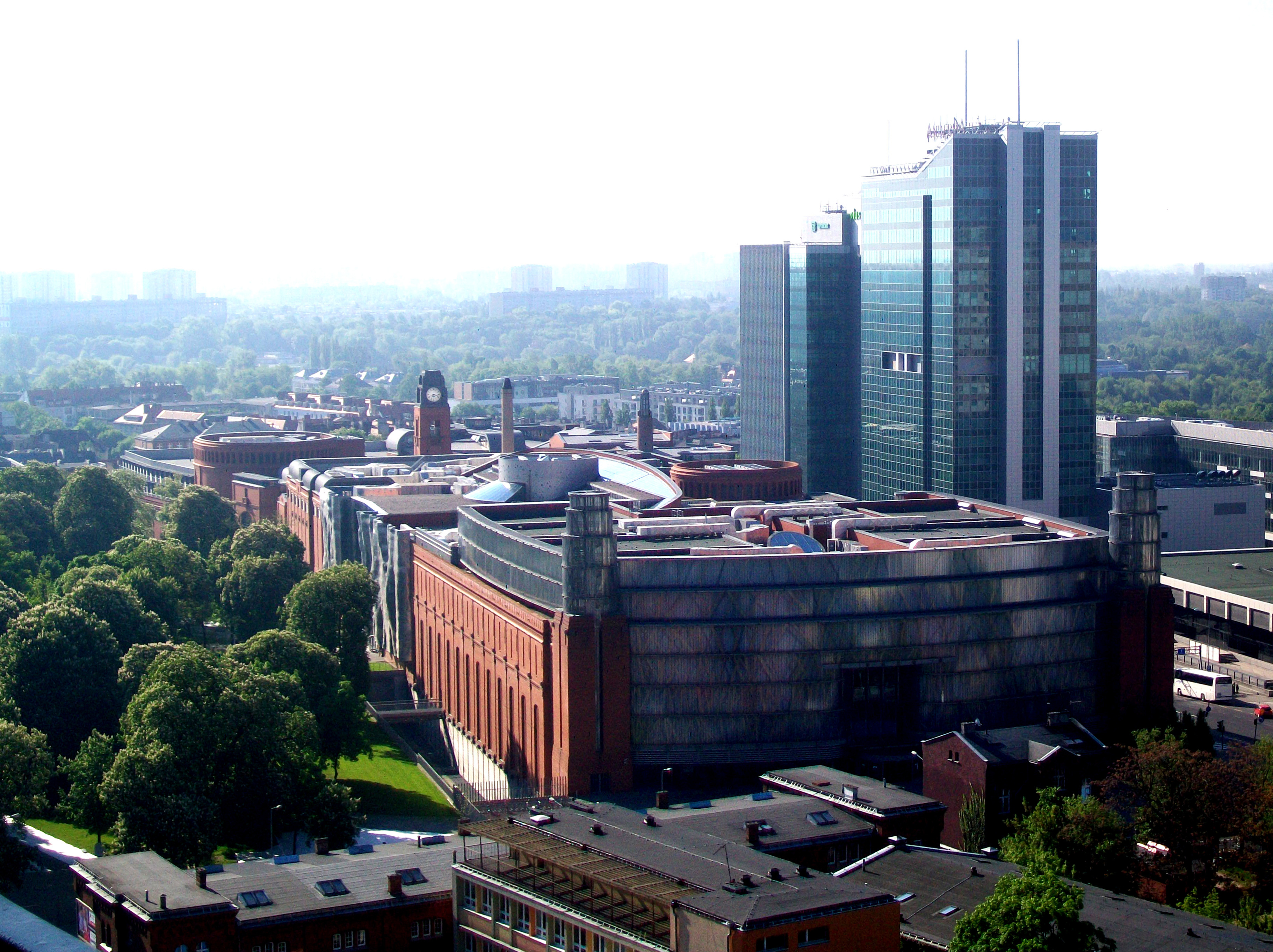
Zicht op de Stary Browar vanuit de Economische Universiteit

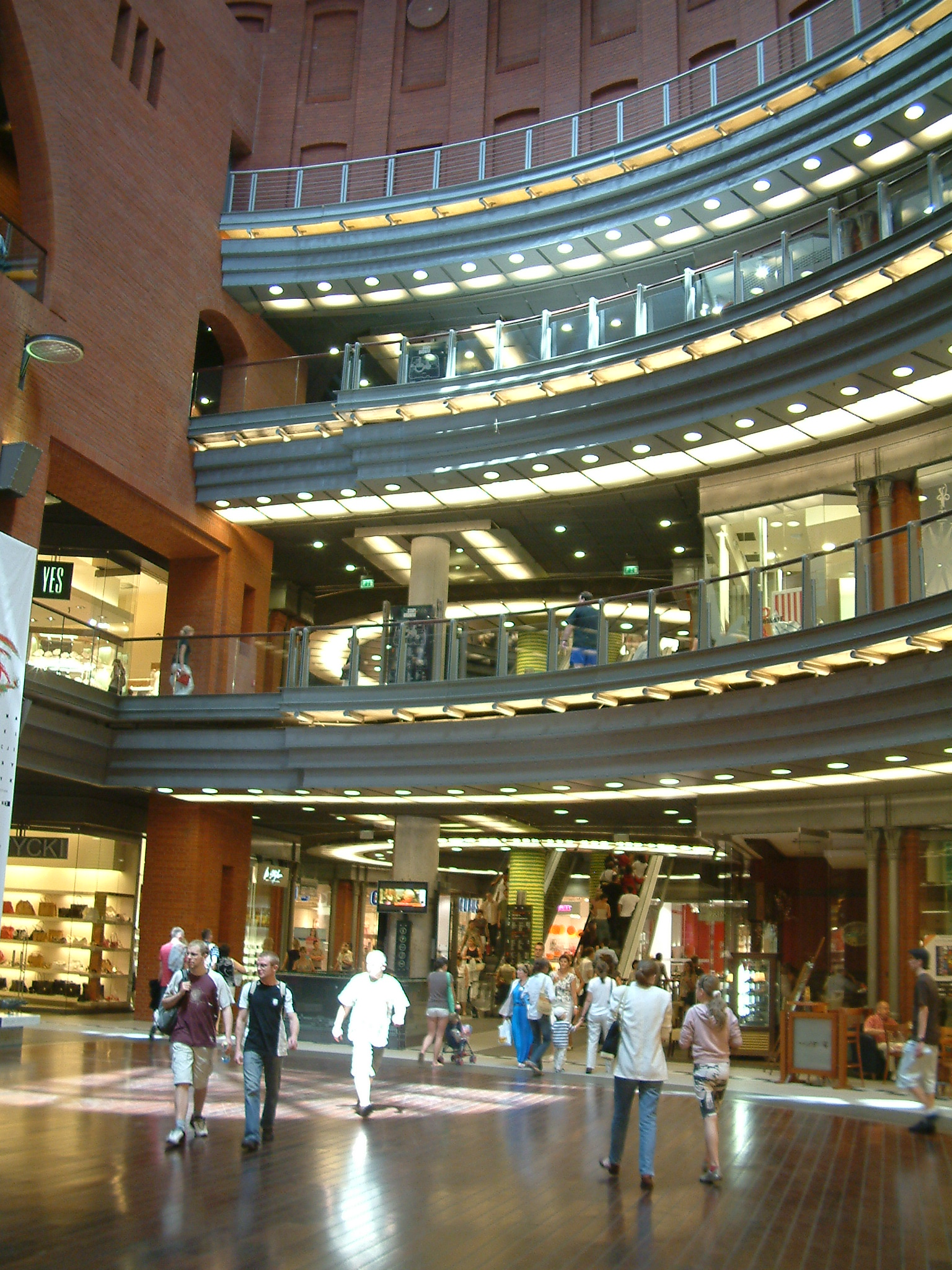
Het winkelcentrum in het pand

Stary Browar (Oude Brouwerij) is een zaken-, cultuur- en winkelcentrum dat op 5 november 2003 in de binnenstad van Poznań in Polen werd geopend. Het centrum is gevestigd in een fabriek waar meer dan honderd jaar lang een bierbrouwerij gevestigd was.

## Geschiedenis

### Brouwerij
De geschiedenis van de Stary Browar gaat terug naar het jaar 1844 toen Ambrosius Hugger uit Württemberg in Posen een bierbrouwerij stichtte. Zijn eerste vestiging was aan de Wroniecka-straat en zijn tweede in 1849 aan de Św. Wojciech-straat. Dit was tijdens een bloeitijd voor de bierindustrie, omdat in 1842 in de Tsjechische plaats Pilsen de ontdekking was gedaan om de temperatuur van gisting te verlagen van 20°C naar ongeveer 10°C. Hierdoor werd het voor het eerst mogelijk om pilsener te brouwen en de productie te automatiseren. Als gevolg verdwenen kleine brouwerijen en stonden er grote industriële brouwerijen op. Julius en Alfons, de twee zonen van Ambrosius Hugger, begonnen hierop een grootschalig investeringsproject waarmee in 1876 de bouw van de grote brouwerij een feit werd. In 1918 produceerde de brouwerij bijna 72.000 hectoliter bier voor drie merken.
In de jaren twintig en dertig was het bedrijf in bezit van het chemiebedrijf Roman May en in 1937 werd het overgenomen door Restaurateur Union, een vennootschap die in het bezit was van 82 aandeelhouders. In de Tweede Wereldoorlog kwam het bedrijf in Duitse handen en werd de bierproductie eerst nog voortgezet, totdat de brouwerij in 1944 omgebouwd werd tot bunkers en als schuilplaats. Tijdens de Slag om Poznań van 1945 leed de brouwerij aanzienlijke schade. Na de oorlog nationaliseerde de communistische Volksrepubliek Polen de brouwerij en zette ze er de productie van bier voort.
De wijze van brouwen bleef ongewijzigd. Dit betekende dat de Półwiejska-straat tijdens het droogproces van het graan vervuld was van donkere rook. In 1980 was dit een van de belangrijkste redenen voor de sluiting van de brouwerij. Aanvankelijk werd er niets met het pand gedaan, dat daarom langzaamaan veranderde in een ruïne. In 1997 startte de brouwerij er nog wel kortstondig productie van frisdrank.

### Sinds 1998

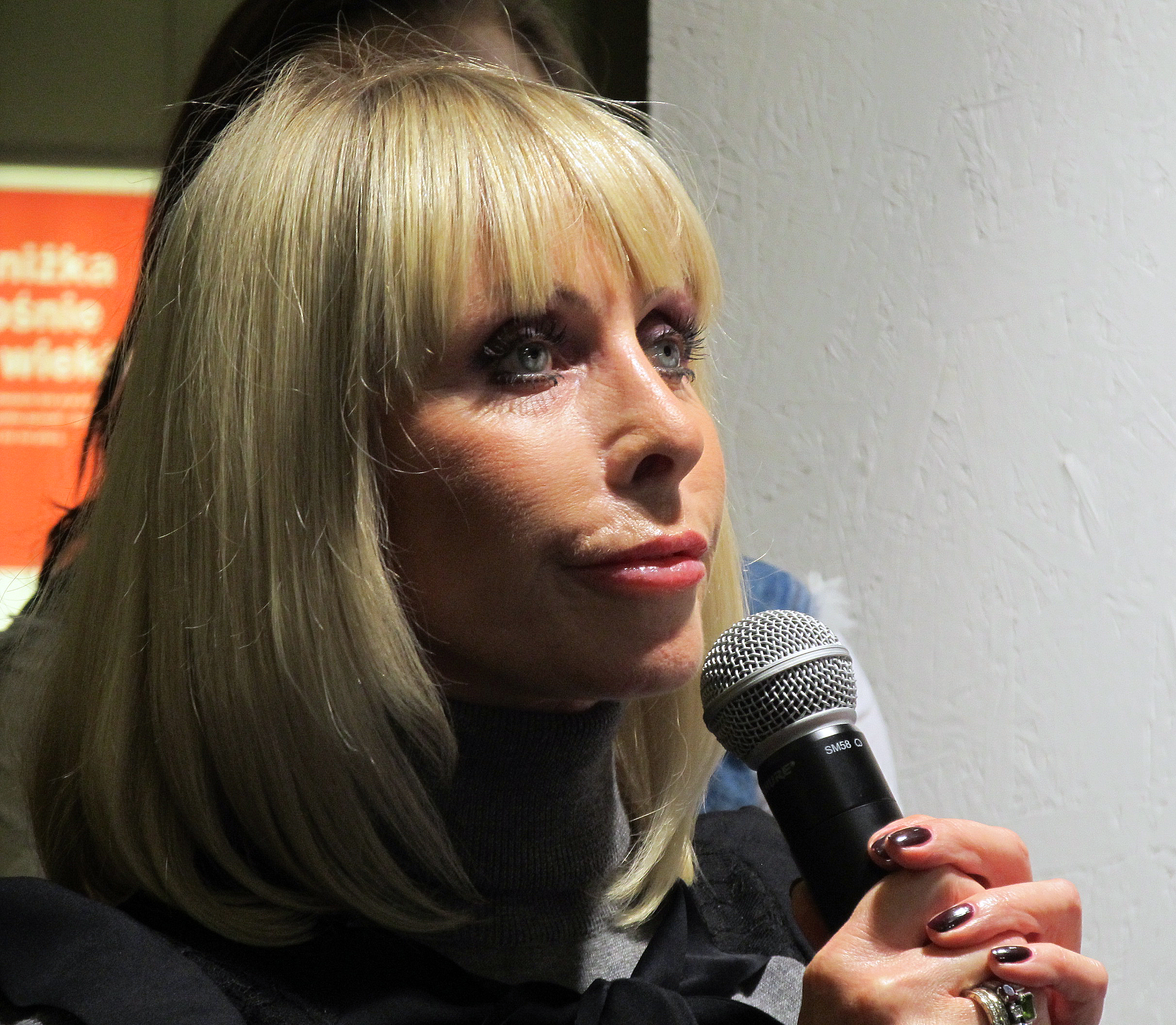
Grażyna Kulczyk, de eigenares sinds 1998

In december 1998 werd de fabriek gekocht door Fortis Sp. z o.o. Dit is een bedrijf van Grażyna Kulczyk;, de ex-vrouw van miljardair Jan Kulczyk. Fortis kocht daar verder ook aangrenzende grondstukken bij die in eigendom waren van private eigenaren en het Poolse leger. De nieuwe eigenaar startte hier het project Stary Browar Zaken- en Kunstcentrum (Stary Browar - Centrum Sztuki i Biznesu).
Het complex deed in de eerste jaren dienst als theater met hoogwaardige voorstellingen, zoals Coriolanus van William Shakespeare, Carmen van Georges Bizet en Macbeth van Giuseppe Verdi. Ondertussen werd er verbouwd en aanpandig nieuwbouw gepleegd. Aan de verbouwingen werkten hoog aangeschreven ingenieurs, waaronder Alessandro Mendini die ook het Groninger Museum ontwierp. Op het terrein van de oude bierbrouwerij is onder meer het avant-gardehotel Blow Up Hall 50 50 gevestigd.
Op 5 november 2003 werd het atrium geopend, dat een centrum is met meer dan honderd winkels, restaurants en kantoren. Het gebouw is van binnen veelzijdig vormgegeven, met grote open ruimtes, binnenstraatjes, bogen, balustrades, loopbruggen en galeries. De arcade werd geopend in 2007 en heeft een oppervlakte van 130.000 vierkante meter. De opening werd bijgewoond door politici, artiesten en veertigduizend bezoekers.
In het centrum staat kunst opgesteld van bekende artiesten, zoals van Leon Tarasiewicz. Ook zijn er kunstexposities te zien en vinden er festivals plaats. Het winkelcentrum werd meermaals bekroond met internationale prijzen, waaronder in 2005 als Beste middelgrote winkelcentrum ter wereld.

## Sculpturen en installaties in en om het centrum

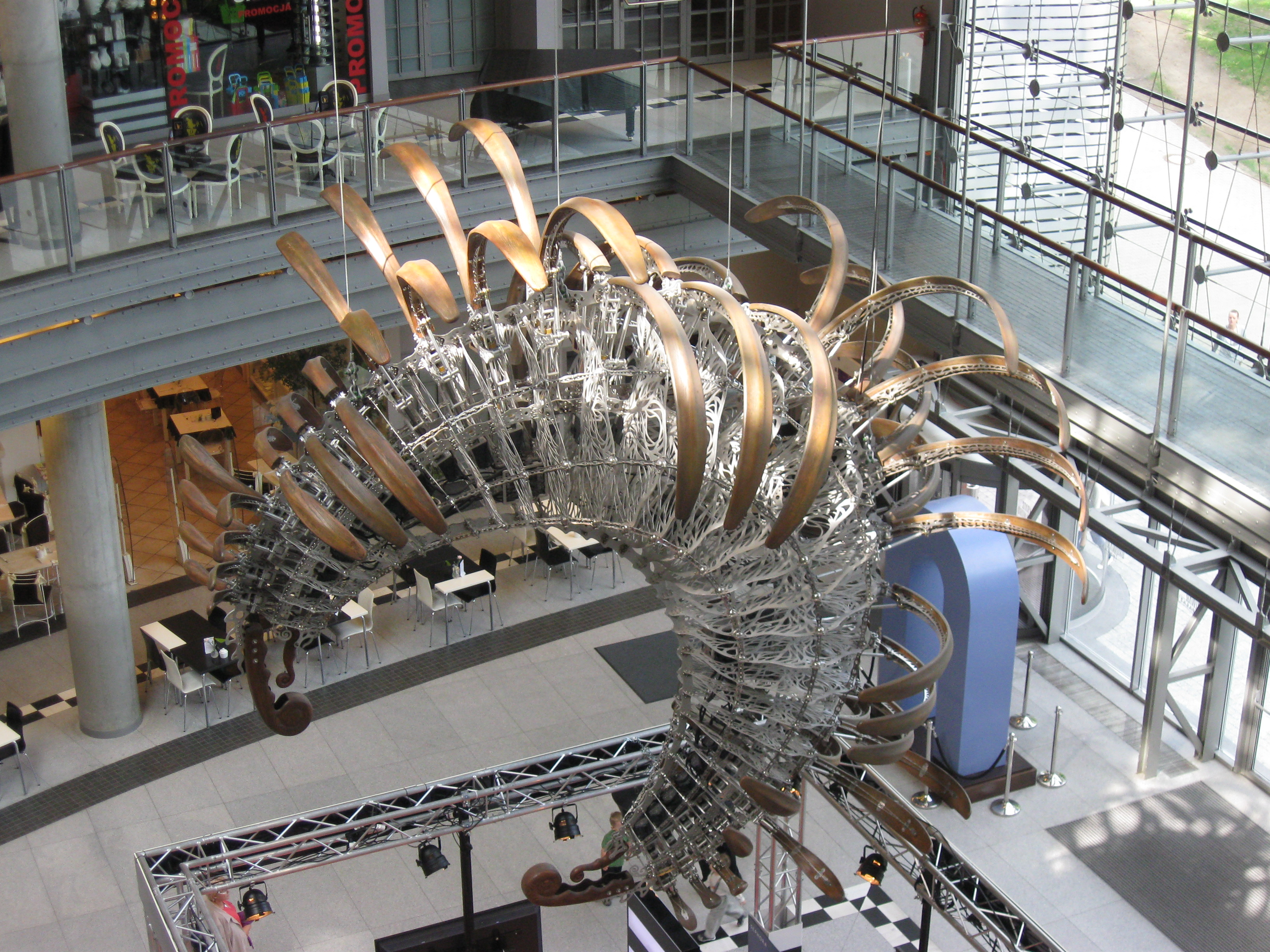
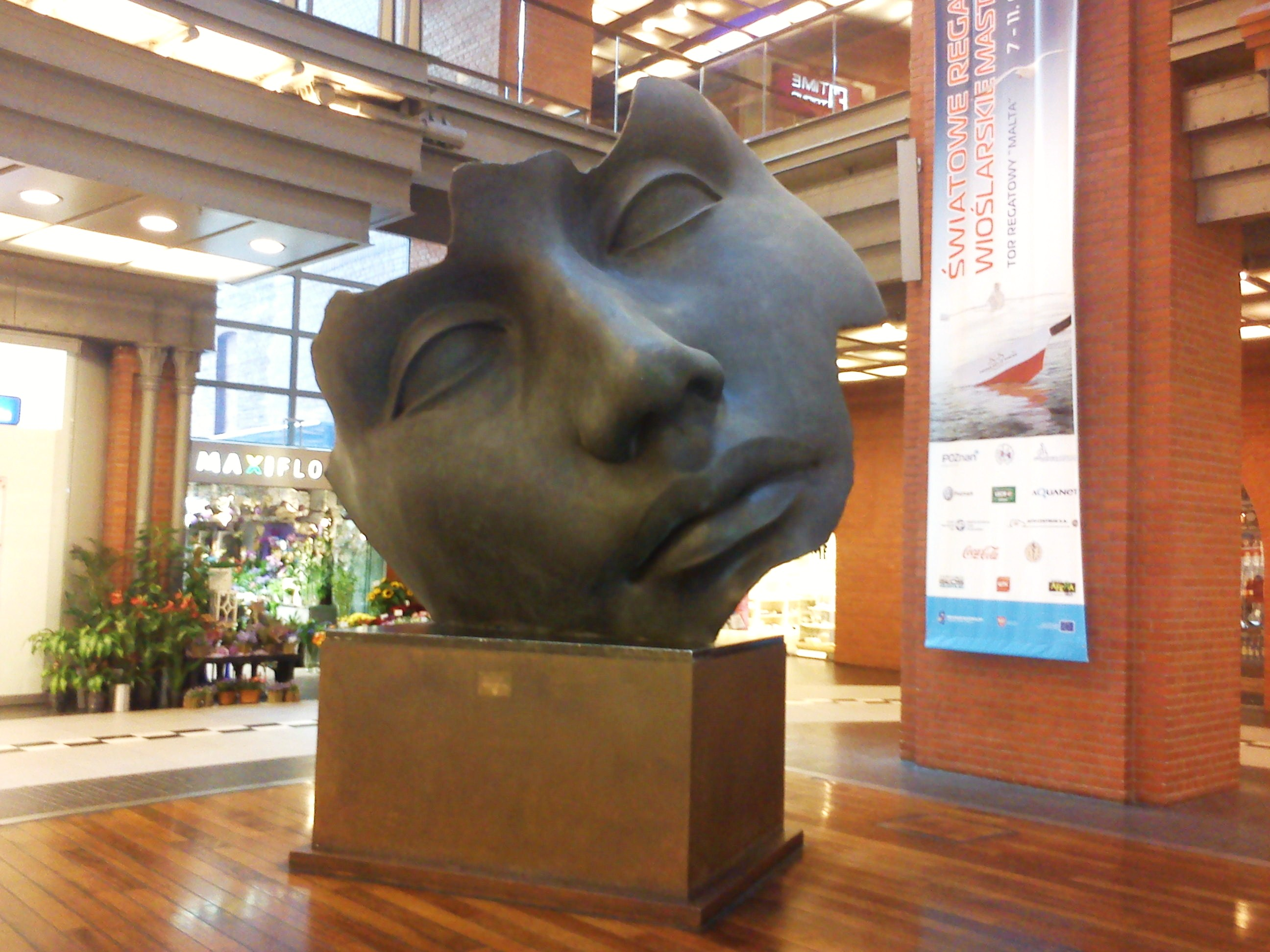
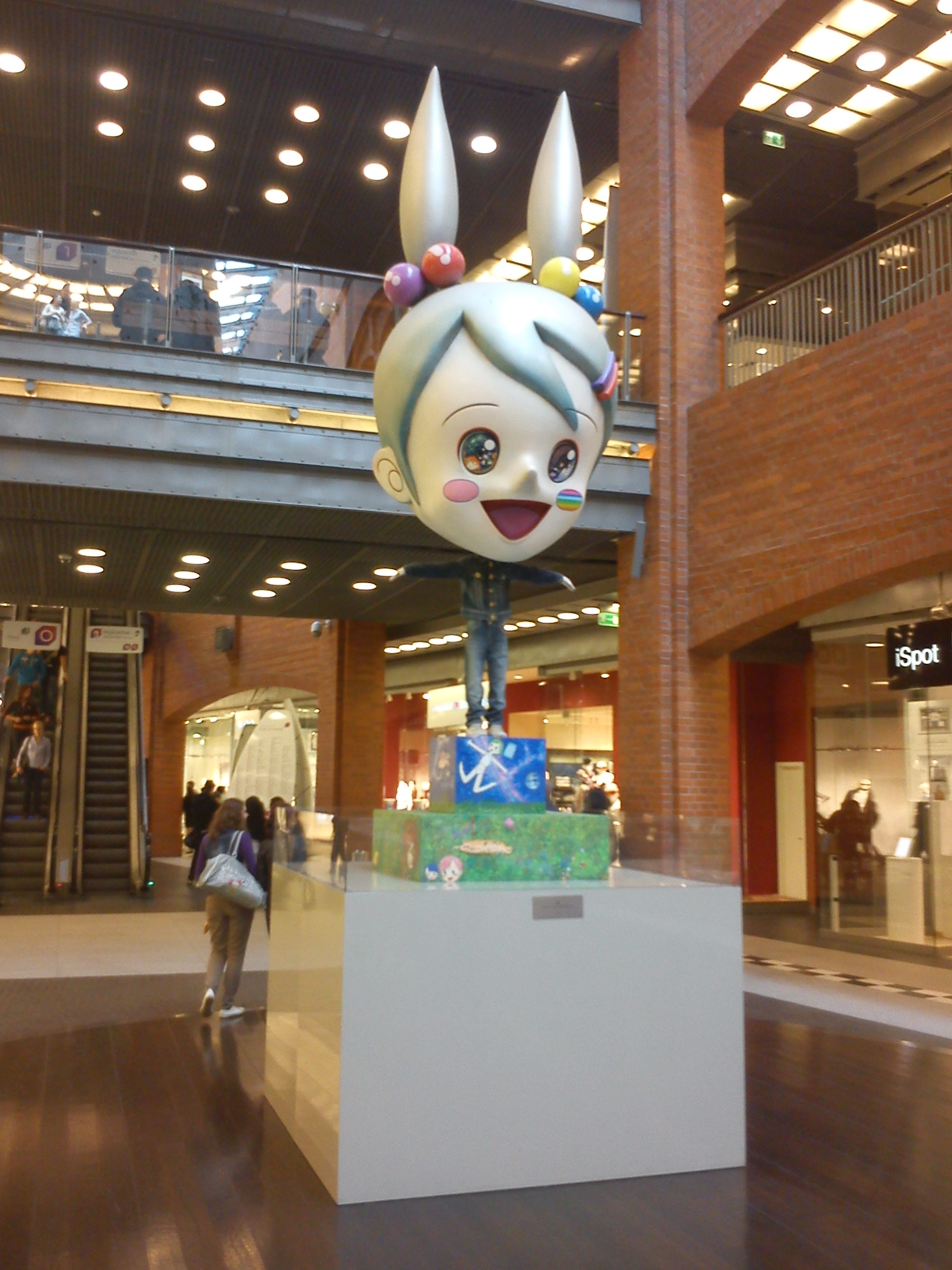
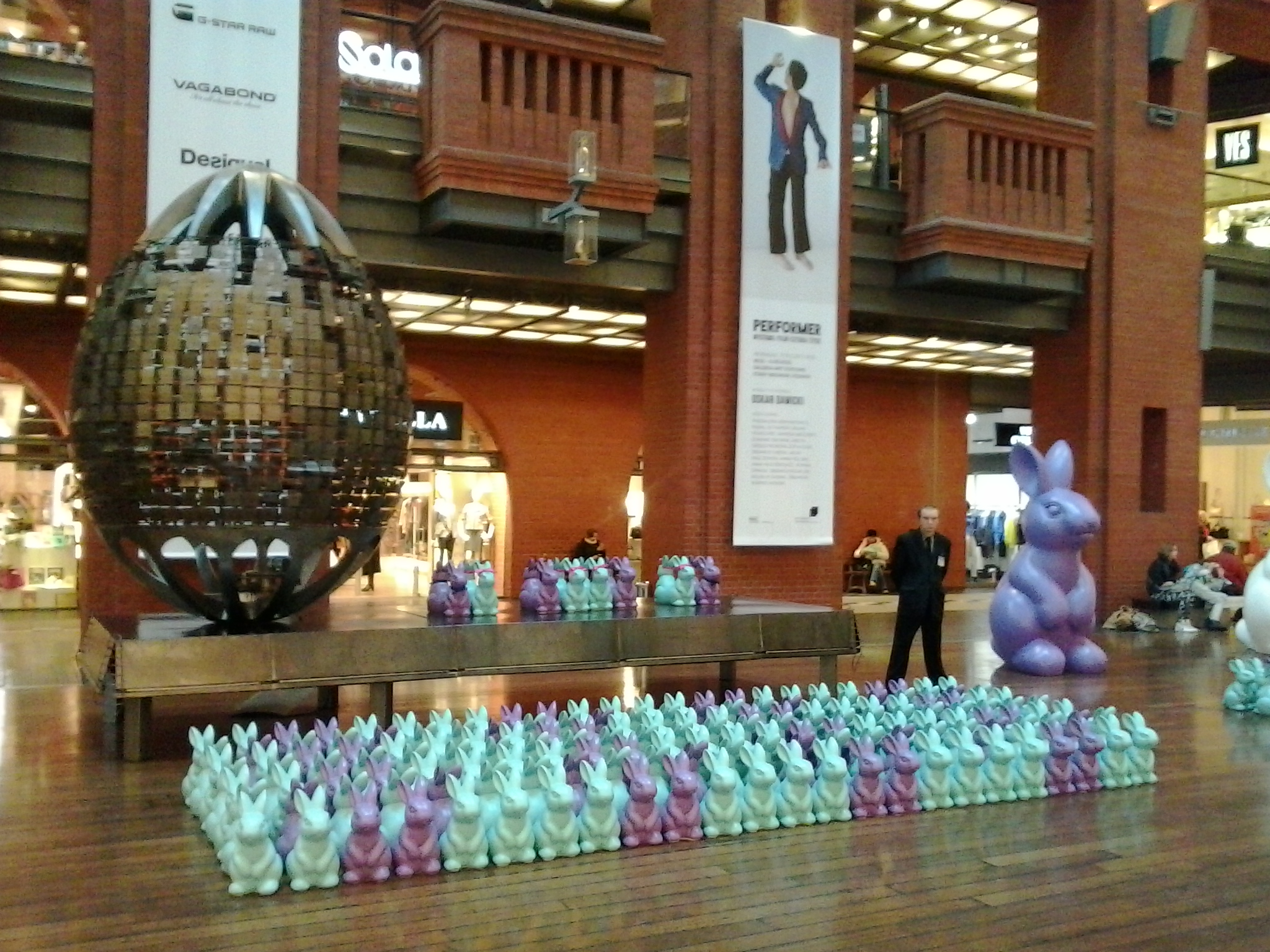
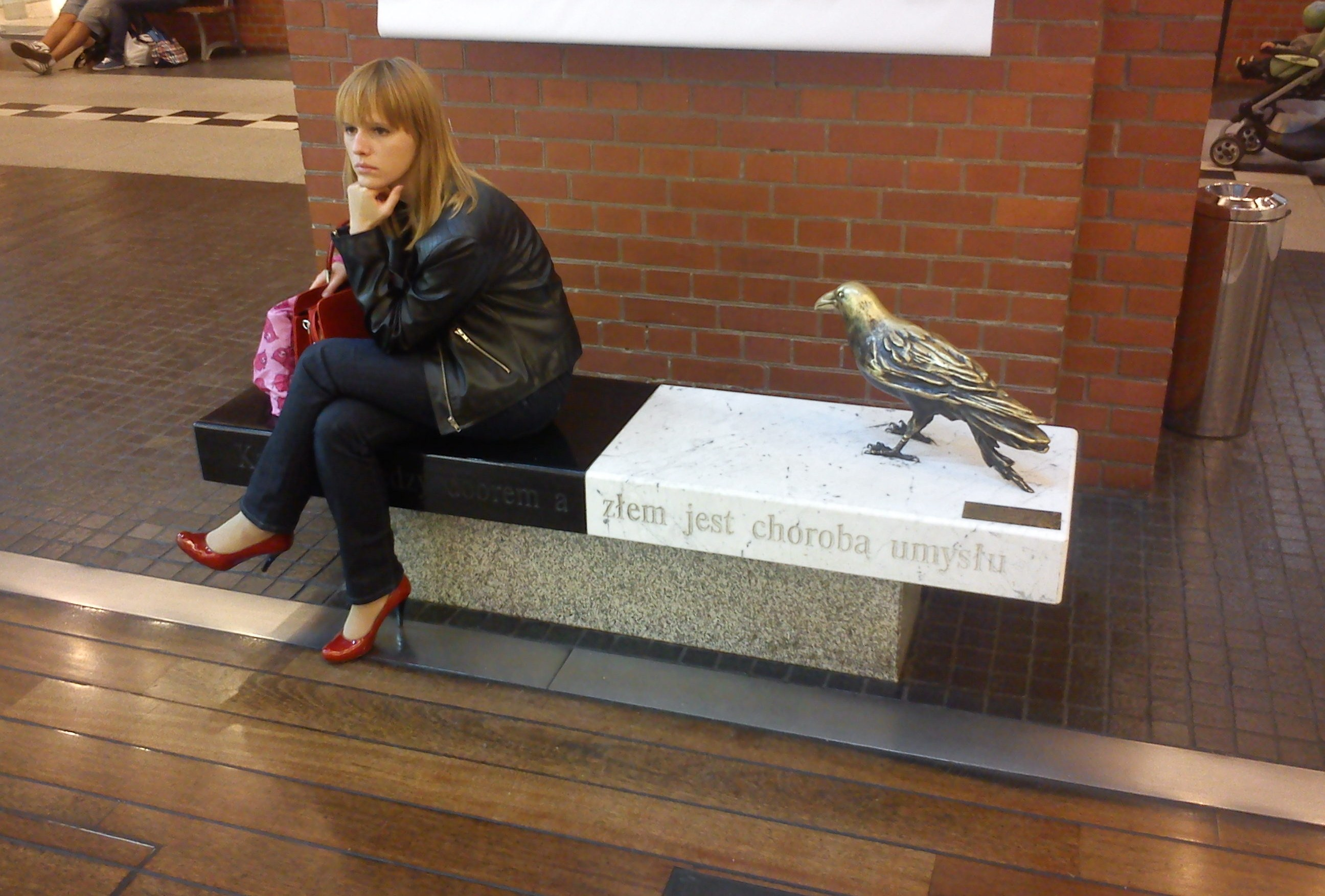
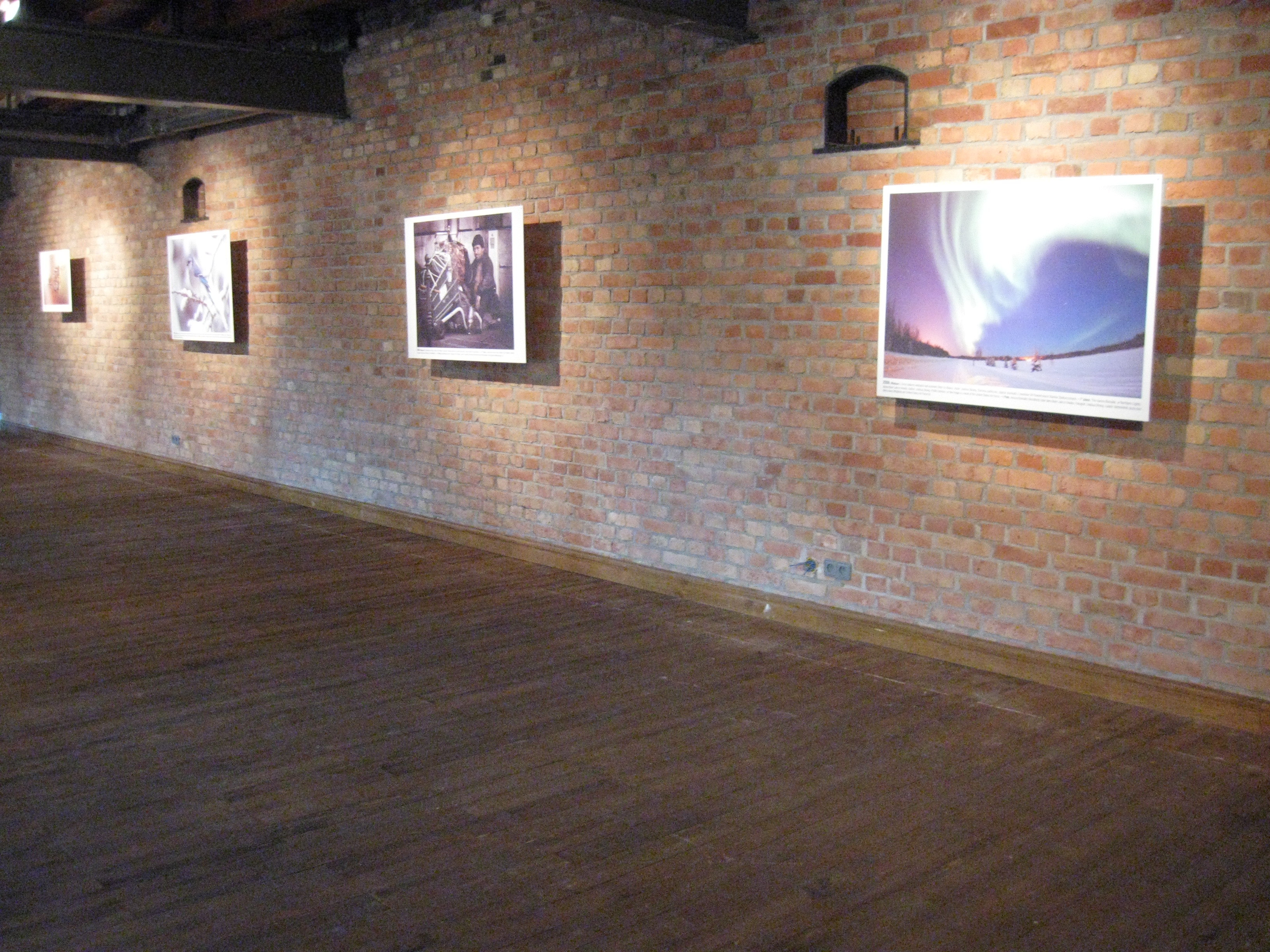
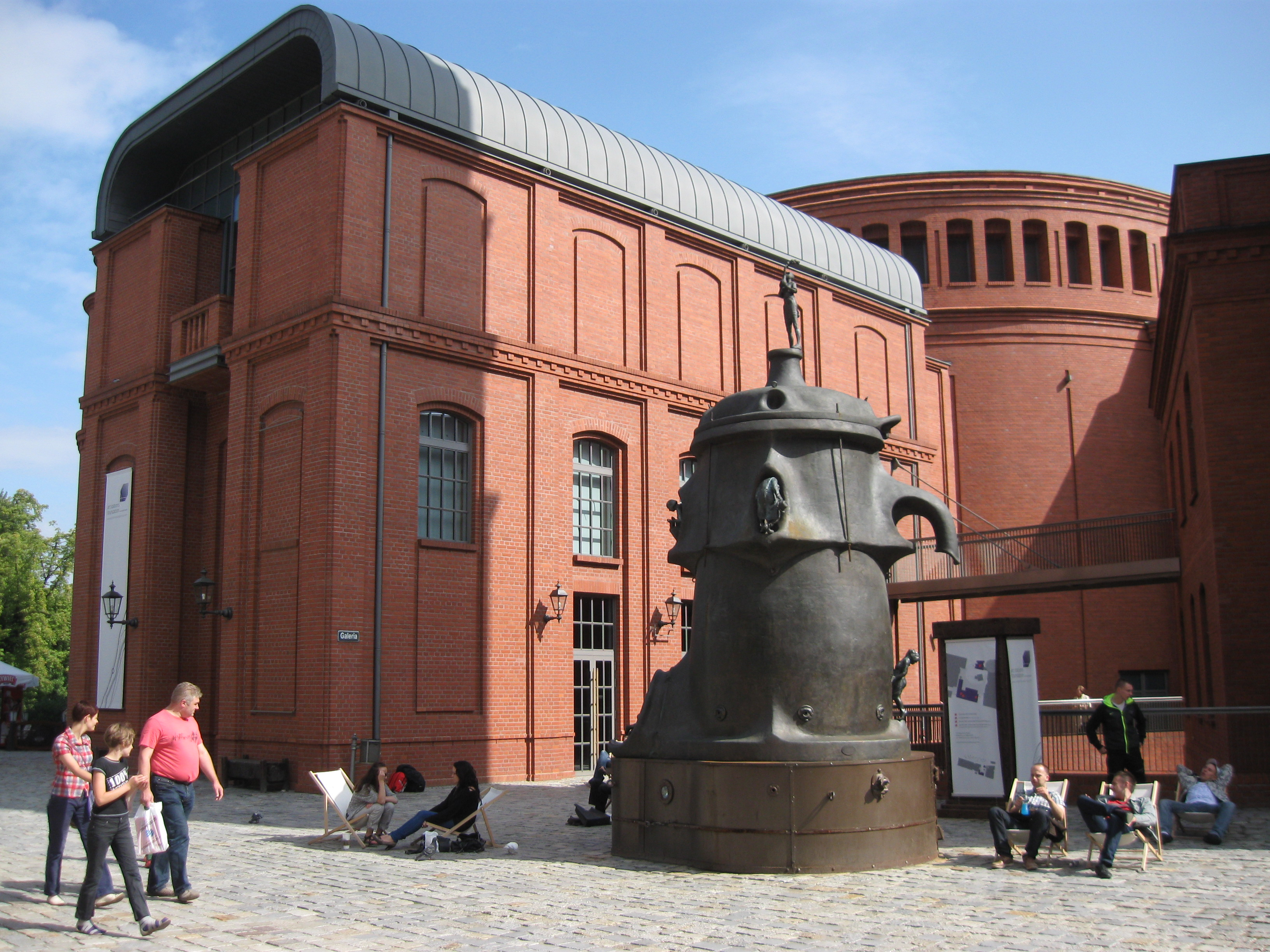